# 야마자키 가타이에
야마자키 가타이에(일본어: 山崎片家)는 센고쿠 시대부터 아즈치모모야마 시대까지의 무장이다. 자식은 이에모리, 혼조 사토타카, 미야기 요리히사, 가토 기요마사의 정실, 벳쇼 요시하루의 정실 등이 있다.
오미 야마자키씨는 우다 겐지 사사키씨의 방계로서 사사키 노리이에(佐々木憲家)가 가마쿠라 막부 쇼군 미나모토노 요리토모에게 오미 이누카미군 야마자키를 하사받아 그 지역인 야마자키를 성으로 삼았다고 한다.